# Adolf Elling
Adolf W. Elling (* 28. November 1901 in Hannover, Deutsches Reich; † 13. August 1996 in Salt Lake City, Utah, Vereinigte Staaten) war ein deutscher Filmproduktionsleiter und Herstellungsleiter.

## Leben und Wirken
Der jüngere Bruder des Regisseurs Alwin Elling gehörte in jungen Jahren dem Corps Slesvico-Holsatia an. Ehe Elling 1934 zum Film stieß, erhielt er eine kaufmännische Ausbildung. Seit 1936 ist er als Produktions- bzw. Herstellungsleiter beim Film nachzuweisen und wurde überwiegend mit der Herstellung der Inszenierungen seines Bruders betraut. 1938 wurde er als Nachfolger seines Bruders Geschäftsführer bei der familieneigenen Astra-Film Herstellungs- und Vertriebs GmbH, die nach dem Krieg in München ansässig war. Ellings bedeutendste Produktion wurde jedoch 1943 Herbert Maischs ambitionierte Romanverfilmung Die Zaubergeige, die er für die Berlin-Film herstellte.
1955 entschloss sich Adolf Elling zur Auswanderung in die Vereinigten Staaten. In Salt Lake City ließ er sich nieder und stieg bald zum Mormonen-Hohepriester der Kirche Jesu Christi der Heiligen der Letzten Tage, kurz LDS Church genannt, auf. Seinen Lebensunterhalt in den USA verdiente sich Adolf Elling mit der Herstellung von Aluminiumtüren und -fenstern. Im Alter von 72 Jahren zog er sich ins Privatleben zurück. Elling war seit 1933 verheiratet.

## Filme
als Produktions- oder Herstellungsleiter
- 1936: Der lustige Witwenball
- 1937: Der Etappenhase
- 1937: Karussell
- 1938: Kleines Bezirksgericht
- 1939: Parkstraße 13
- 1940: Polterabend
- 1941: Ehe man Ehemann wird
- 1944: Die Zaubergeige
- 1950: Grenzstation 58
- 1954: Sanatorium total verrückt